# Combrimont
Combrimont és un municipi francès, situat al departament dels Vosges i a la regió del Gran Est. L'any 2007 tenia 156 habitants.

## Demografia

### Població
El 2007 la població de fet de Combrimont era de 156 persones. Hi havia 58 famílies, de les quals 8 eren unipersonals (8 dones vivint soles i 8 dones vivint soles), 23 parelles sense fills, 23 parelles amb fills i 4 famílies monoparentals amb fills.
La població ha evolucionat segons el següent gràfic:
Habitants censats

### Habitatges
El 2007 hi havia 71 habitatges, 59 eren l'habitatge principal de la família, 7 eren segones residències i 5 estaven desocupats. 69 eren cases i 1 era un apartament. Dels 59 habitatges principals, 53 estaven ocupats pels seus propietaris i 6 estaven llogats i ocupats pels llogaters; 9 tenien quatre cambres i 50 en tenien cinc o més. 50 habitatges disposaven pel capbaix d'una plaça de pàrquing. A 26 habitatges hi havia un automòbil i a 30 n'hi havia dos o més.

### Piràmide de població
La piràmide de població per edats i sexe el 2009 era:
| Homes | Edats   | Dones |
| ----- | ------- | ----- |
| 0     | 95 o +  | 0     |
| 0     | 90 a 94 | 0     |
| 0     | 85 a 89 | 0     |
| 0     | 80 a 84 | 0     |
| 0     | 75 a 79 | 4     |
| 8     | 70 a 74 | 8     |
| 4     | 65 a 69 | 0     |
| 4     | 60 a 64 | 8     |
| 8     | 55 a 59 | 4     |
| 4     | 50 a 54 | 4     |
| 8     | 45 a 49 | 4     |
| 4     | 40 a 44 | 0     |
| 12    | 35 a 39 | 8     |
| 0     | 30 a 34 | 4     |
| 4     | 25 a 29 | 4     |
| 8     | 20 a 24 | 8     |
| 8     | 15 a 19 | 0     |
| 8     | 10 a 14 | 4     |
| 0     | 5 a 9   | 12    |
| 8     | 0 a 4   | 12    |

## Economia
El 2007 la població en edat de treballar era de 101 persones, 75 eren actives i 26 eren inactives. De les 75 persones actives 65 estaven ocupades (32 homes i 33 dones) i 10 estaven aturades (6 homes i 4 dones). De les 26 persones inactives 11 estaven jubilades, 8 estaven estudiant i 7 estaven classificades com a «altres inactius».

### Ingressos
El 2009 a Combrimont hi havia 61 unitats fiscals que integraven 158 persones, la mediana anual d'ingressos fiscals per persona era de 14.665 €.

### Activitats econòmiques
Dels 2 establiments que hi havia el 2007, 1 era d'una empresa de construcció i 1 d'una empresa de comerç i reparació d'automòbils.
Dels 2 establiments de servei als particulars que hi havia el 2009, 1 era un taller de reparació d'automòbils i de material agrícola i 1 fusteria.
L'any 2000 a Combrimont hi havia 6 explotacions agrícoles.

## Poblacions més properes
El següent diagrama mostra les poblacions més properes.